# Narcissus sección Bulbocodii
Bulbocodii es una sección de plantas bulbosas perteneciente al género Narcissus dentro de la familia de las amarilidáceas.

## Especies
- Narcissus bulbocodium L.
  - subsp. bulbocodium
  - subsp. obesus (Salisbury) Maire,
  - subsp. praecox Gattefossé & Weiller
  - subsp. quintanilhae A.Fernandes
  - subsp. validus Barra
- Narcissus cantabricus DC
  - subsp. cantabricus
  - subsp. monophyllus (Durieu de Maisonneuve) A.Fernandes
  - subsp. tananicus (Maire) A.Fernandes
- Narcissus hedraeanthus (P.B.Webb & Heldreich) Colmeiro
- Narcissus hesperidis Fernández Casas
- Narcissus jacquemoudii Fernández Casas
- Narcissus jeanmonodii Fernández Casas
- Narcissus juressianus Fernández Casas
- Narcissus peroccidentalis Fernández Casas
- Narcissus romieuxii Braun-Blanquet & Maire
  - subsp. romieuxii
  - subsp. albidus (Emberger & Maire) A.Fernandes
- Narcissus subnivalis Fernández Casas
- Narcissus tingitanus Fernández Casas